# Bibliographie sur le SOE
Le tableau ci-dessous présente une liste de livres relatifs, totalement ou partiellement, au Special Operations Executive, service secret britannique pendant la Seconde Guerre mondiale. La liste est rangée dans l'ordre alphabétique du nom des auteurs.
| Auteurs _____________________________                                     | Titres, éditions | Sujets couverts, en relation avec le SOE |
| ------------------------------------------------------------------------- | --- | --- |
| Julian Amery                                                              | - (en) Approach March. A Venture in Autobiography, Hutchinson, 1973 | Albanie |
| Anon                                                                      | - La Résistance dans le pays de Montbéliard et la défense du Lomont, 1945 | Belfort |
| J. E. A[ppleyard]                                                         | - (en) Geoffrey, Blandford press, 1946 | |
| Robert Aron                                                               | - Histoire de la libération de la France, Fayard, 1959 | |
| Robert Aron                                                               | - Histoire de la libération de la France, Fayard, 1959 | |
| Paddy Ashdown, avec la coll. de Sylvie Young                              | - La Bataille du Vercors. Une amère victoire, traduit de l’anglais par Rachel Bouyssou, Gallimard, 2016, (ISBN 978-2-07-014743-4). - (en) The Cruel Victory. | Réseau Roger-JOCKEY |
| Emmanuel d'Astier de la Vigerie                                           | - Les dieux et les hommes, 1943-1944, Julliard, 1952 | |
| Emmanuel d'Astier de la Vigerie                                           | - De la chute à la libération de Paris, Gallimard, 1965 | |
| Joan Bright Astley Peter Wilkinson                                        | - (en) Gubbins and SOE, London, Leo Cooper, 1993, 1997, (ISBN 0850520029). | |
| L. Atherton Public Records Office                                         | - (en) SOE operations in the Far East: an introductory guide to the newly released records of the Special Operations Executive in the Public Record Office, 1993 | |
| L. Atherton Public Records Office                                         | - (en) SOE operations in Scandinavia: a guide to the newly released records in the Public Record Office, London, PRO, 1994 | Scandinavie |
| L. Atherton Public Records Office                                         | - (en) SOE in Eastern Europe: an introduction to the newly released records of the Special Operations Executive in Czechslovakia, Hungary, Poland and Russia, London, PRO, 1995 | Europe de l'Est |
| Earl of Avon                                                              | - (en) The Eden Memoirs: ii The Reckoning, Cassel, 1965 | |
| D. Baden-Powell                                                           | - (en) Operation Jupiter: SOE's secret war in Norway, London, Hale, 1982 ; Long Preston, Magna, 1984 | |
| L. Bærentzen C. M. Woodhouse D. J. Wallace J. M. Stevens                  | - (en) Special Operations Executive Balkans Section: British reports on Greece 1943-1944, Copenhagen, Museum Tusculanum, 1982 | Balkans |
| Roderick Bailey                                                           | - (en) Forgotten Voices of SOE: A New History of Secret Operations in the Second World War, Random House UK, 2008, (ISBN 0091918502). | |
| T. M. Barker                                                              | - (en) Social revolutionaries and secret agents: the Carinthian Slovene partisans and Britain's special operations executive, New York, Columbia University Press, 1990 | Slovénie |
| Maurice Baudot                                                            | - L'opinion publique sous l'occupation, PUF, 1960 | |
| John Grosvenor Beevor                                                     | - (en) SOE : recollections and reflections 1940-1945, London, Bodley Head, 1981 (ISBN 0370304144) | |
| Pierre de Bénouville                                                      | - Le Sacrifice du matin, Robert Laffont, 1946 | |
| « Bergeret » et « Grégoire »                                              | - Messages personnels, Bière, Bordeaux, 1945 | |
| Henri Bernard                                                             | - Un Maquis dans la Ville, Marcinelle, La Renaissance du Livre, 1970 | Belgique |
| J. Bines                                                                  | - (en) Operation Freston: the British military mission to Poland, 1944, Saffron Walden, J. Bines, 1999 | |
| Marcus Binney                                                             | - (en) The Women Who Lived for Danger: The Women Agents of SOE in the Second World War, London, Hodder & Stoughton, 2002 ; William Morrow & Company, 2003 ; Coronet, 2003 ; Harper Paperbacks, 2004. | Agents féminins |
| Marcus Binney                                                             | - (en) Secret War Heroes: Men of the Special Operations Executive, 336 p., Hodder & Stoughton, 2005 (ISBN 0340829109 et 9780340829103) | Agents masculins : Gus March-Phillips, Bill Sykes, Georges Bégué, George Binney, Percy Mayer, Harry Rée, Denis Rake |
| P. Birkelund H. Dethlefsen                                                | - (da) Faldskærmsfolk : SOE's arbejde i Danmark 1941-45, København, Frihedsmuseets Venner, 1986 | Danemark |
| Hugo Bleicher                                                             | - (en) Colonel Henri's Story, William Kimber, 1954 | Hugo Bleicher (Abwehr en France) |
| Erich Borchers                                                            | - Abwehr contre Résistance, Amiot-Dumont, 1949 | |
| M. W.Bowman                                                               | - (en) The Bedford triangle: US undercover operations from England in World War Two, Stroud, Alan Sutton, 1996, 2003 | |
| Lt. Col. E.G. Boxshall                                                    | - (en) Chronology of SOE operations with the resistance in France during world war II, 1960 [exemplaire dactylographié consultable à la bibliothèque de Valençay]. | Tous réseaux section F. |
| Fredric Boyce Douglas H. Everett                                          | - (en) SOE: the scientific secrets, Stoud (Gloucestershire), Sutton Publishing Ltd, 2003 ; édition brochée, 2004. | |
| Fredric Boyce                                                             | - (en) SOE's Ultimate Deception: Operation Periwig, Sutton Publishing, 2005 (ISBN 0750940271) ; The History Press, The Mill, Brimscombe Port, Stroud, Glocestershire, 2009. | |
| Russel Braddon                                                            | - (en) Nancy Wake, Cassell, 1956 | Nancy Wake |
| Russel Braddon                                                            | - (en) The White Mouse, Norton, 1957 | Nancy Wake |
| J.F.N Bradley                                                             | - (en) Lidice, Ballantine, 1972 | Tchécoslovaquie (Paul Thummel) |
| A. Briggs                                                                 | - (en) The History of Broadcasting in the United Kingdom - Volume III: The War of Words, Oxford University Press, 1995 | |
| V. Brome                                                                  | - (en) The Way Back, Cassell, 1957 | |
| Maurice Buckmaster                                                        | - (en) Specially Employed, Batchworth Press, 1952 | Section F |
| Maurice Buckmaster                                                        | - (en) They fought alone: the story of British agents in France, London, Odhams Press Limited, 1958 | Section F |
| Jacques Bureau                                                            | - Un soldat menteur, Robert Laffont, 1992 | Réseau Prosper-PHYSICIAN |
| E. Butler                                                                 | - Amateur Agent, London, George G. Harrap & Co., 1963 | Système d'entraînement |
| J. Butler                                                                 | - (en) Churchill's Secret Agent : Josephine Butler (Code Name 'Jay Bee'), Methuen, 1983 | |
| Mathilde-Lili Carré                                                       | - (en) I was the cat - J'ai été "la Chatte", Morgan, 1959 | Mathilde Carré |
| W. Casey                                                                  | - (en) The Secret War Against Hitler, Regnery Gateway, 1988 | |
| Anthony Cave Brown                                                        | - (en) Bodyguard of Lies, Harper & Row, New-York, 1975 ; Bantam, 1976 - La Guerre secrète, le rempart des mensonges, Pygmalion/Gérard Watelet, 1981, 2 vol. | Réseau Prosper-PHYSICIAN (Vol. 1, p. 351-375) Noor Inayat Khan, France Antelme (Vol. 2, p. 155-167) |
| Christopher Burney                                                        | - (en) Solitary Confinement, MacMillan, 1952 | 18 mois à la prison de Fresnes. |
| Arthur Christie                                                           | - (en) Mission Scapula, SOE in the Far East, | |
| Peter Churchill                                                           | - (en) Of Their Own Choice, Hodder and Stoughton, 1952 | |
| Peter Churchill                                                           | - (en) Duel of Wits, Hodder and Stoughton, 1953 - Missions secrètes en France 1941-1943, Presses de la Cité, 1967 | |
| Peter Churchill                                                           | - (en) The Spirit in the Cage, Hodder and Stoughton, 1954 | |
| N. Clive                                                                  | - (en) A Greek experience, 1943-1948, Salisbury, Michael Russell, 1985 | |
| Capitaine Roger Colson                                                    | - Le Réseau « Jean-Marie » au combat, Éditions France-Empire, 1982 | Réseau DONKEYMAN d'Henri Frager |
| E. H. Cookridge                                                           | - (en) Inside SOE. The Story of Special Operations in Western Europe 1940-45, London, Arthur Barker, 1966. - (en) Set Europe Ablaze, New York, Thomas Y. Crowell, 1967. - Mettez l'Europe à feu : organisation et action du S.O.E. en Europe occidentale (1940-1945), traduit par Jacques Brecard, Fayard, 1968. | France, Pays-Bas, Scandinavie |
| E. H. Cookridge                                                           | - (en) They came from the sky, London, Corgi, 1976 - Missions spéciales, Fayard, 1966 | Francis Cammaerts Roger Landes Harry Rée |
| Pearl Cornioley                                                           | - « Pauline » parachutée en 1943. La vie d'un agent du SOE, témoignage recueilli par Hervé Larroque, association les Éditions Par exemple, 1996 | Pearl Witherington-Cornioley |
| André Courvoisier                                                         | - Le Réseau HECKLER de Lyon à Londres, France-Empire, 1984 | Lyon |
| Benjamin Cowburn                                                          | - Sans cape ni épée, Gallimard, 1958 - (en) No Cloak, No Dagger, Jarrolds, 1960 ; rééd. dans la collection Frontline Books, avant-propos de Sebastian Faulks et introduction du professeur M.R.D. Foot, Pen & Sword Books Ltd, 2009 | Benjamin Cowburn |
| Jean-Louis Crémieux-Brilhac                                               | - France— Grande-Bretagne. Deux visions de la Résistance française, article in Le Débat, no 177, Gallimard, nov.-déc. 2013. (ISSN 0246-2346) | SOE en France |
| A. Cretin                                                                 | - Résistance et maquis du Jura, Berlin, Imprimerie française, 1948 | Jura |
| C. Cruickshank                                                            | - (en) Deception in World War II, Oxford University Press, 1981 | |
| C. Cruickshank                                                            | - (en) SOE in the Far East, Oxford, Oxford University Press, 1983, 1986 | Extrême-Orient |
| C. Cruickshank                                                            | - (en) SOE in Scandinavia, Oxford, Oxford University Press, 1986 | Scandinavie |
| Jacques Cumont                                                            | - Les Volontaires de Neuilly-sur-Marne du groupe Hildevert et le réseau Armand SPIRITUALIST, 158 p., Lys Éditions Presse, Éditions Amattéis, 1991 ; rééd. 2008. (ISBN 9782868491084) | réseau SPIRITUALIST |
| Cyril Cunningham                                                          | - (en) Beaulieu : the finishing school for secret agents 1941-1945, London, Leo Cooper, 1998 | |
| Roman Czerniawski « Garby »                                               | - (en) The big network, G. Ronald, 1961 | |
| Hugh Dalton                                                               | - (en) The fateful years, Muller, 1957 | |
| B. Davidson                                                               | - (en) Special operations Europe: scenes from the anti-Nazi war, London, Gollancz, 1980 ; Grafton, 1987 | |
| R. Deacon                                                                 | - (en) A History of the British Secret Service, Taplinger, 1970 | |
| Ian Dear                                                                  | - (en) Sabotage and subversion: stories from the files of the SOE and OSS, London, Arms & Armour, 1996 | |
| Dominique Decèze                                                          | - La Lune est pleine d'éléphants verts. Histoire des messages de Radio-Londres à la Résistance française (1942-1944), Éditions Seghers, J. Lanzmann et Smadja, 1979 | Messages personnels à la Résistance française |
| R. Défourneaux                                                            | - (en) The Winking Fox: Twenty-two Years in Military Intelligence, Indiana Creative Arts, 1998 | |
| Étienne Dejonghe et Yves Le Maner                                         | - Le Nord-Pas-de-Calais dans la main allemande, La Voix du Nord, 1999. | Nord-Pas-de-Calais |
| Étienne Dejonghe (dir)                                                    | - L'Occupation en France et en Belgique, 1940-1944, actes du colloque de Lille, 26-28 avril 1985, Revue du Nord, 1987-1988. | Nord-Pas-de-Calais, Belgique |
| Sefton Delmer                                                             | - Opération radio-noire, Stock, 1963 | |
| Henri Déricourt                                                           | - Espionage as a fine Art, with an introduction and commentary by Jean Overton Fuller, Michael Russel, 2002. | |
| Émile Dervillers, Gaston Langlois                                         | - Le Premier Bataillon du Groupe Indre-est des Forces Françaises de l'Intérieur, DAG Édition, 1994 | Indre |
| Jean Deuve                                                                | - La Guerre des magiciens, l'intoxication alliée 1939-1944, Charles Corlet, 1995. (ISBN 2-85480-521-6). | |
| Douglas Dodds-Parker                                                      | - (en) Setting Europe ablaze: some account of ungentlemanly warfare, Windlesham, Springwood Books, 1983 | |
| J. Doneux                                                                 | - (en) They arrived by moonlight, London, St Ermin's, 2000 | |
| Hugh Dormer                                                               | - (en) War diary, Jonathan Cape, 1947 ; Sevenoaks, Fisher 1994 | |
| Peter Dourlein                                                            | - (en) Inside North Pole, William Kimber, 1953 | Pays-Bas, France, Belgique |
| J. D. Drummond                                                            | - (en) But for These Men, WH Allen, 1962 | |
| Madelaine Duke                                                            | - (en) No passport, Evans, 1957 | |
| A. Durovecz                                                               | - (en) My secret mission, Toronto, Lugus, 1996 | |
| Henri-Jean Dutertre                                                       | - Un Parcours parmi tant d'autres, Éditions OPÉRA, 1995. (ISBN 2-908068-56-7) | Réseau PRIVET, Angers, Nantes E.M. Wilkinson, R. Heslop |
| A. F. Egner W. Aasland Stein                                              | - (en) BBC: "Kanone spiller Chopin", Lysaker, A.F. Egner, 1997 | |
| M. Elliott                                                                | - (en) Vasili : the lion of Crete, London, Hutchinson, 1987 | |
| G. Elliott                                                                | - (en) I Spy. The Secret Life of a British Agent, Little Brown, 1998 | |
| Geoffrey Elliott                                                          | - (en) The Shooting Star, Methuen, 2009, (ISBN 0413776840) | Denis Rake |
| Raymond Escholier                                                         | Maquis de Gascogne, collection « Documents d'aujourd'hui » no IV, Genève, Éditions du Milieu du Monde, 1945 ; réédition : Éditions du Bastion, 2004. | Réseau WHEELWRIGHT, Gers |
| Beryl E. Escott                                                           | - (en) Mission improbable: A salute to the RAF women of the SOE in Wartime France, Yeovil, Patrick Stephens, 1991. (ISBN 1852602899) | 15 femmes de la WAAF envoyées en France par le SOE. |
| Beryl E. Escott                                                           | - Les héroïnes du SOE, Omblage Éditions, 2018. (ISBN 9791096997053) | Les 40 femmes de la section F. |
| Roger Faligot                                                             | - Les services spéciaux de Sa Majesté, Messidor/Temps Actuels, 1982. | Ch. 4 |
| Camille Ferraz-Bruneault                                                  | - Chico, un maquis britannique dans l’Ain, collection Yvelinédition, Édition François Baudez, 2023. | Réseau DITCHER |
| P. Fitzsimons                                                             | - (en) Nancy Wake, Harper Collins, 2002 | Nancy Wake |
| Ernest-Fred Floege                                                        | - Un petit bateau tout blanc : la résistance française vue par un officier américain parachuté deux fois en France occupée, édité par l'auteur, Le Mans, 1962. | Ernest Floege |
| Michael R. D. Foot                                                        | - (en) SOE in France. An account of the Work of the British Special Operations Executive in France, 1940-1944, London, Her Majesty's Stationery Office, 1966, 1968 ; University Publications of America, Inc., 1984 ; Whitehall History Publishing, in association with Frank Cass, 2004. - Des Anglais dans la Résistance. Le Service Secret Britannique d'Action (SOE) en France 1940-1944, trad. Rachel Bouyssou, annot. Jean-Louis Crémieux Brilhac, Tallandier, 2008, (ISBN 978-2-84734-329-8) | France |
| Michael R. D. Foot                                                        | - (en) Resistance, an analysis of european resistance to nazism 1940-1945, Eyre Methuen, 1976 ; Paladin Books, Granada, 1978 | Belgique |
| Michael R. D. Foot                                                        | - (en) Six Faces of Courage, Eyre Methuen, 1978 | Harry Peulevé, Victor Gerson |
| Michael R. D. Foot J. M. Langley                                          | - (en) MI9. The British Secret Service that Fostered Escape and Evasion 1939-1945 and its American Counterpart, Bodley Head, 1979 | |
| Michael R. D. Foot                                                        | - (en) SOE: an outline history of the Special Operations Executive 1940-46, London, BBC, 1984 ; Frederick, MD, University Publications of America, 1986 ; London, Mandarin, 1990 ; London, Pimlico, 1999 | |
| Michael R. D. Foot                                                        | - (en) SOE in the Low Countries, London, St Ermin's Press, 2001 ; Little Brown, 2004 (ISBN 190360804X). | Pays-Bas |
| J. Foucart                                                                | - Jean Mennesson, 1916-1945, Amiens, Association culturelle de Picardie Bibliothèque municipale d'Amiens, 1992 | |
| Alexander Fullerton                                                       | - (en) SOE Trilogy. 1 - Into the Fire ; 2 - Return to the Field ; 3 - In at the Kill | |
| A. L. Funk                                                                | - Les alliés et la Résistance : un combat côte à côte pour libérer le sud-est de la France, Aix-en-Provence, Édisud 1992 | |
| A. L. Funk                                                                | - (en) Hidden ally: the French resistance, special operations, and the landings in southern France, 1944, New York ; London, Greenwood Press, 1992 | |
| T. Gallagher                                                              | - (en) Assault in Norway: the true story of the Telemark raid, London, Macdonald and Jane's, 1975 | Raid de Telemark |
| T. Gallagher                                                              | - (en) The Telemark raid: sabotaging the Nazi nuclear bomb, London, Corgi, 1976 | Raid de Telemark |
| P. Ganier-Raymond                                                         | - Le Réseau étranglé, Fayard, 1967 - (en) The Tangled Web, Arthur Barker, 1968 | Pays-Bas |
| J. Garlinski                                                              | - (en) Poland, SOE and the Allies, Allen & Unwin, 1969 | |
| J. Gelleny                                                                | - (en) Almost, Aurora, Ont., Gath, 2000 | |
| André Gillois                                                             | - L'Histoire secrète des Français à Londres, Hachette, 1973 | |
| André Girard                                                              | - Peut-on dire la vérité sur la Résistance, Éd. du Chêne, 1947 | |
| Henri Giraud                                                              | - Mes Évasions, Julliard, 1946 | |
| Hermann Josef Giskes                                                      | * (de) Spione überspielen Spione. - (en) London Calling North Pole, London, Kimber, 1953. - Londres appelle Pôle Nord, traduit de l’allemand par Alphonse Tournier, Plon, 1958. | Pays-Bas |
| A. Glees                                                                  | - (en) The secrets of the service: British intelligence and Communist subversion 1939-51, London, Cape, 1987. | |
| J. Gleeson                                                                | - (en) They feared no evil : the woman agents of Britain's secret armies, 1939-45, London, Hale, 1976, 1978. | |
| John Goldsmith                                                            | - (en) Accidental Agent, Scribners, 1971 ; Leo Cooper, New-York, 1971 | « Valentin », Carte, Attorney |
| R. Goldston                                                               | - (en) Sinister Touches: The Secret War Against Hitler, Dial Press, 1982 | |
| Lucienne Gosse                                                            | - René Gosse 1883-1943, Plon, 1962 | Dauphiné |
| R. Gough                                                                  | - (en) SOE Singapore 1941-42, London, Kimber, 1985 | Singapour |
| R. G. Grant                                                               | - (en) MI5 MI6, Britain's Security and Secret Intelligence Services, Bison Books, 1989 | |
| Georges Groussard                                                         | - Services secrets, 1940-1945, La Table ronde, 1964 | |
| Gilles Groussin                                                           | - La Résistance dans le canton de Valençay (Les Maquis de Gâtine), 2006, (ISBN 2-9515378-1-6) | |
| Colin Gubbins                                                             | - (en) Resistance Movements, London, Journal RUSI, vol. XCIII, n° 570, (1948 ?) | |
| Alain Guérin                                                              | - Chroniques de la Résistance, Omnibus, 2000, (ISBN 2-7441-5190-4), Édition revue et augmentée de La Résistance : Chronique illustrée (1930-1950), Livre-Club Diderot, 1972-1976. | |
| Paul Guillaume                                                            | - L’Abbé Émile Pasty, prêtre et soldat, Comité "Abbé Pasty", Baule (Loiret), DL 1946 | Réseau Prosper-PHYSICIAN Meung-Baule, p. 94 et suiv. |
| Paul Guillaume                                                            | - Les martyrs de la Résistance en Sologne | Réseau Prosper-PHYSICIAN Sologne |
| Paul Guillaume                                                            | - La Sologne au temps de l’héroïsme et de la trahison, Orléans, Imprimerie nouvelle, 1950 | Rés. ADOLPHE (42-43) Rés. VENTRILOQUIST (44) Sologne |
| Paul Guillaume                                                            | - Au temps de l’héroïsme et de la trahison, Orléans, Librairie Loddé, 1949 ; rééd. 1978 | Loiret Rés. ADOLPHE (42-43) Rés. HISTORIAN (44) |
| Paul Guillaume                                                            | - La Résistance en Sologne, Orléans, J. Loddé, s.d. (DL 1946) | Sologne |
| Jorgen Haestrup                                                           | - (en) Secret Alliance University Press, Odense 1976 | Danemark |
| Jorgen Haestrup                                                           | - (en) Europe Ablaze, University Press, 1978 | Danemark |
| D. Hamilton-Hill                                                          | - (en) SOE Assignment, William Kimber, 1973 | |
| E.D.R Harrison                                                            | - (en) British Subversion in French East Africa, 1941-1942: SOE's Todd Mission. | Afrique de l'Est France Antelme |
| Knut Haukelid                                                             | - (en) Skis against the atom, Kimber, 1954 - L'Épopée de l'Eau Lourde, Paris, Éditions de l'Élan, 1948 | Norvège |
| Sarah Helm                                                                | - (en) A Life in Secrets: The Story of Vera Atkins and SOE's Lost Agents, Little Brown & Co, 2005 ; (ISBN 1559707631) | recherche menée par Vera Atkins |
| Richard Heslop                                                            | - (en) Xavier: the famous British agent's dramatic account of his work in the French Resistance, préface de Sir Colin McV. Gubbins, Rupert Hart-Davis, 1970, (ISBN 024663989X). | Richard Heslop |
| F.H. Hinsley                                                              | - (en) British Intelligence in the Second World War, Her Majesty's Stationery Office, London, 1988 | |
| A. A. Hoehling                                                            | - (en) Women Who Spied, Dodd Mead, 1967 | |
| M. Howard                                                                 | - (en) British Intelligence in the Second World War, Cambridge University Press, 1990 | |
| David Armine Howarth                                                      | - (en) The Shetland Bus, The Shetland Times Ltd, Lerwick, Shetland (Scotland), 1998, 2005. | Flottille de liaison Shetland-Norvège. |
| Patrick Howarth                                                           | - (en) Special Operations, Routledge, 1955 | |
| P. Howarth                                                                | - (en) Undercover: the men and women of the Special Operations Executive, London, Arrow, 1980, 1990 ; Phoenix, 2000 | |
| Sydney Hudson                                                             | - (en) Undercover Operator: An SOE Agent's Experiences in France and the Far East, Pen & Sword Books / Leo Cooper, 2003, (ISBN 0-85052-947-6) | Sydney Hudson, Réseau HEADMASTER |
| A. Hue E. Southby-Tailyour P. M. R. D. F. (Forward)                       | - (en) The Next Moon: A Special Operations Executive with the French Resistance, 1940-44, Viking Books (Penquin), 2004 | |
| Roger Huguen                                                              | - (fr) Par les nuits les plus longues, réseaux d’évasion d’aviateurs en Bretagne 1940-1944, Les Presses bretonnes, 1976 | Réseaux d’évasion SOE section DF : VAR, VIC. + (hors SOE) Pat O’Leary, Shelburn, etc. |
| J. Hutchison                                                              | - (en) That Drug Danger, Standard Press, 1977 | |
| Imperial War Museum Sound Archive                                         | - (en) The Special Operations Executive: sound archive, oral history recordings, London, Trustees of the Imperial War Museum, 1998 | |
| Miroslav Ivanov                                                           | - (en) The Assassination of Heydrich, Hart-Davis, 1973 | Tchécoslovaquie |
| Peter Jacobs                                                              | - (en) Setting France Ablaze. The SOE in France during WWII, Pen & Sword, Military, copyright Peter Jacobs, 2015, (ISBN 978 1 78346 336 7). | France (sections F, RF,…) |
| J. V. Jespersen Knud                                                      | - (da) Med hjælp fra England : Special Operations Executive og den danske modstandskamp 1940-1945, Odense, Odense Universitetsforlag, 2000 | |
| J. V. Jespersen Knud                                                      | - (en) No small achievement: Special Operations Executive and the Danish resistance, 1940-1945, Odense, University Press of Southern Denmark, 2002 | |
| Laurent Joffrin                                                           | - La princesse oubliée, roman, Robert Laffont, 2002, (ISBN 2-221-09299-6) | Roman Noor Inayat Khan |
| P. Johns                                                                  | - (en) Within Two Cloaks: Missions with SIS and SOE, Kimber, 1979 | |
| B. Johnson                                                                | - (en) The Secret War, BBC, 1978 | |
| N. F. Joly                                                                | - (en) The Dawn of Amateur Radio in the U.K. and Greece (A Personal View by G3FNJ), Norman Joly, 1990 | |
| R. V. Jones                                                               | - (en) Most Secret War, Hamish Hamilton, 1978 | |
| Liane Jones                                                               | - (en) A quiet courage. Women agents in the French Resistance, London, Baniam Press, 1990 ; Corgi, 1991 | |
| Michel Jouanneau                                                          | - L'Organisation de la Résistance dans l'Indre, juin 1940-juin 1944, Michel Jouanneau, 1975 - Mémoire d'une époque, Indre 1940-1944, tome 1 (juin 1940 - juin 1944), 1995 | Indre |
| D. Kahn                                                                   | - (en) The Code Breakers, Macmillan, 1967 | |
| J. Keegan [Editor]                                                        | - (en) The Times Atlas of the Second World War, Harper & Row, 1989 | |
| N. Kelso                                                                  | - (en) Errors of judgement: SOE's disaster in the Netherlands, 1941-44, London, Hale, 1988 | |
| P. M. M. Kemp                                                             | - (en) No Colours or Crest, London, Cassell, 1958 | Albanie |
| A. Kemp                                                                   | - (en) The Secret Hunters, Michael O'Mara Books, 1986 | |
| P. M. M. Kemp                                                             | - (en) The thorns of memory: memoirs, London, Sinclair-Stevenson, 1990 | |
| Stella King                                                               | - (en) 'Jacqueline' Pioneer Heroine of the Resistance, London, Arms and Armour Press, 1989, (ISBN 1-85409-009-7) | Yvonne Rudellat |
| Kendrick Kirk                                                             | - Le petit messager à bicyclette, traduit de l’anglais par Claire d’Orgeix Kirk, 2011 (ISBN 9781482360011) | Sarthe, réseaux SACRISTAN et LIGHTERMAN, famille Auduc. |
| Rita Kramer                                                               | - (en) Flames in the field: the story of four SOE agents in occupied France, London, Michael Joseph, Penguin Books, 1995 | 4 agents de la section F (France) Andrée Borrel, Vera Leigh, Sonia Olschanezky, Diana Rowden |
| George Langelaan                                                          | - (en) Knights of the floating silk, Hutchinson, 1959 | George Langelaan |
| Charles Le Brun                                                           | - La Résistance Sacrifiée ? Special Operations Executive, Via Romana, 2018 (ISBN 978-2-37271-091-6). | Réseau Prosper |
| Evelyn Le Chêne                                                           | - (en) Watch for Me by Moonlight: A British Agent with the French Resistance, Eyre Methuen, 1973 ; Bath, Chivers, 1986 | Robert Boiteux |
| M. Lees                                                                   | - (en) Special operations executed: in Serbia and Italy, London, Kimber, 1986 | Serbie, Italie |
| Gérard Le Marec                                                           | - Les Maquis dans la guerre, Genève, Éditions Famot, 1980. 2 vol. | Les maquis en Europe |
| Danièle Lheureux                                                          | - Les Oubliés de la Résistance : Sylvestre Farmer, Paris, France-Empire, 1988. (ISBN 2-7048-0587-3) | Nord-Pas-de-Calais, réseau Sylvestre—FARMER, Michael Trotobas, Pierre Séailles |
| Danièle Lheureux                                                          | - La Résistance "Action Buckmaster" Sylvestre-Farmer, Roubaix, Le Geai Bleu, 2001-2002, 2 vols. Vol. I : Avec le capitaine "Michel", 2001, (ISBN 2-914670-01-X) ; vol. II : Après le capitaine "Michel", 2002, (ISBN 2-914670-60-5). | Nord-Pas-de-Calais, réseau FARMER, Michael Trotobas « Sylvestre », Pierre Séailles |
| Danièle Lheureux                                                          | - De Sylvestre-Farmer à Libre Résistance avec les Séailles, Les Éditions Nord Avril, 2014, (ISBN 978-2-36790-034-6). | Nord-Pas-de-Calais, réseau FARMER, Pierre Séailles |
|                                                                           | - Livre d’or de l’Amicale Action, ORI, 1953 | |
| Philippe Livry-Level                                                      | - Missions dans la RAF, Ozanne, Caen, 1951 | Squadron RAF No. 161 |
| B. Long                                                                   | - (en) Z special unit's secret war: Operation Semut 1: soldiering with the head-hunters of Borneo, Bayswater, W.A., B. Long, 1999 | |
| Pierre Lorain                                                             | - Armement clandestin France, Presses de l'émancipatrice, Paris, 1972, 179p. - (en) Clandestine Operations. The Arms and Techniques of the Resistance 1941-1944, New York, MacMillan Company, 1983 - (en) Secret warfare: the arms and techniques of the Resistance, London, Orbis, 1984. | Armes, techniques, procédures, équipements |
| M. S. Lovell                                                              | - (en) Cast No Shadow, Pantheon, 1992 | |
| V. Lynn                                                                   | - (en) The Women Who Won the War, London, 1990 | |
| Paul Mc Cue                                                               | - (en) Behind Ennemy Lines With the SAS: The Story Of Amedee Maingard, Code Name Sam, SOE Agent In France 1943-1944, Pen & Sword, 2008 | Amédée Maingard |
| Gabrielle McDonald-Rothwell                                               | - (en) Her Finest Hour, The Heroic Life Of Diana Rowden, Wartime Secret Agent, Amberley Publishing, 2017, (ISBN 978-1445661643). | Diana Rowden |
| C. Macintosh                                                              | - (en) From cloak to dagger: an SOE agent in Italy 1943-1945, London, Kimber, 1982 | |
| Professor William J. M. Mackenzie                                         | - (en) The secret history of SOE: the Special Operations Executive, 1940-1945, London, St Ermin's, 2000 | |
| Roy Maclaren                                                              | - (en) Canadians behind Enemy Lines 1939-1945, University of Columbia Press, 1981. | Agents canadiens |
| Bob Maloubier                                                             | - Plonge dans l'or noir, espion, avec la collaboration de Jean-Marie Fitère, coll. Vécu, Robert Laffont, 1986, (ISBN 2-221-04722-2) | Ch. 1 à 3 Réseau SALESMAN |
| Bob Maloubier                                                             | - Les Secrets du Jour J : Opération Fortitude, Churchill mystifie Hitler, Les Éditions la Boétie, 2014, (ISBN 978-2-36865-033-2) | Ch. 1 à 6 Réseau Prosper-PHYSICIAN |
| Bob Maloubier et Jean Lartéguy                                            | - Triple jeu, l'espion Déricourt, préface d'Alexandre de Marenches, Robert Laffont, 1992, (ISBN 2-221-06836-X) | Henri Déricourt |
| Bob Maloubier                                                             | - Les Coups tordus de Churchill, Calmann-Lévy, 2009, (ISBN 978-2-7021-4006-2) avec la collaboration de Brigitte Rossigneux. | Alger fin 1942 Jacques de Guélis Suttill et Antelme Bataille de l'eau lourde |
| Bob Maloubier                                                             | - Agent secret de Churchill 1942-1944, préface de Jean-Louis Crémieux-Brilhac, Tallandier, 2011, (ISBN 978-2-84734-795-1). | Réseau SALESMAN Normandie (1943) Limousin (Libération, 1944) |
| Bob Maloubier                                                             | - La Vie secrète de Sir Dansey, maître-espion, Albin Michel, 2015, (ISBN 978-2-226-31649-3). | Réseau Prosper-PHYSICIAN |
| L. H. Manderstam R. Heron                                                 | - (en) From the Red Army to SOE, London, Kimber, 1985 | |
| Jean-Pierre Marandin                                                      | - Résistances 1940-1944. Vol. 1 : À la frontière franco-suisse, des hommes et des femmes en résistance, éditions Cêtre, 2005, rééd. 2009, (ISBN 978-2-87823-210-3) Vol. 2 : Le Pays de Montbéliard 1944 : lutte armée et répression, éditions Cêtre, 2005, (ISBN 2-87823-141-4) | Réseau STOCKBROKER, Harry Rée Réseau SACRISTAN (Doubs), Ernest Floege |
| Jean-Pierre Marandin                                                      | - Le dernier des grands maquis de France, Le Lomont, août -septembre 1944, éditions du Sékoya, 2015, (ISBN 978-2-84751-144-4) | Réseau SACRISTAN (Doubs) |
| Jean-Pierre Marandin                                                      | - César - Stockbroker, un réseau franco-britannique en Franche-Comté Bourgogne, 1942-1944, éditions du Sékoya, 2020, (ISBN 978-2-84751-185-7) | Réseau STOCKBROKER |
| François Marcot (dir.) Bruno Leroux et Christine Levisse-Touzé (coll.)    | - Dictionnaire historique de la Résistance - Résistance intérieure et France libre, 1187 pages, collection Bouquins, Robert Laffont, 2006, (ISBN 2-221-09997-4) | |
| Leo Marks                                                                 | - (en) Between silk and cyanide: the story of SOE's code war, London, HarperCollins, 1998, 1999, 2000 | |
| Leo Marks                                                                 | - (en) The Life That I Have, Souvenir Press, 1999 | |
| Bruce Marshall                                                            | - (en) The White Rabbit, Evans, 1952 - Le Lapin blanc, Gallimard, 1953 | Forest Yeo-Thomas |
| Robert Marshall                                                           | - (en) All The King's Men: The Truth Behind SOE's Greatest Wartime Disaster, London, Collins, 1988 ; Fontana, 1989 | Réseau Prosper-PHYSICIAN |
| D. Martin                                                                 | - (en) The web of disinformation: Churchill's Yugoslav blunder, San Diego, Harcourt Brace Jovanovich, 1990 | |
| Madeleine Masson                                                          | - (en) Christine : A Search for Christine Granville, SOE Agent and Churchill's Favourite Spy, Hamish Hamilton, 1975, (ISBN 0241892740) ; édition brochée, avec postface de Francis Cammaerts : Virago Press (Time Warner Book Group UK), Londres, 2006 | Christine Granville |
| J.C. Masterman                                                            | - (en) The Double cross system in the War of 1939-1945, New Haven, Yale University Press, 1972 | |
| Paul McCue                                                                | - (en) Behind Enemy Lines with the SAS - The story of Amédée Maingard-SOE Agent. | Amédée Maingard |
| E. P.McIntosh                                                             | - (en) Sisterhood of Spies. The Women of the OSS, Dell Publishing, 1998 | |
| Henri Michel                                                              | - Histoire de la Résistance, PUF, 1950 | |
| Patrice Miannay                                                           | - Dictionnaire des Agents doubles dans la Résistance, Éd. du Cherche-Midi, coll. Documents, 2005 | Bio de qq personnes : SOE : Déricourt, ... Abwehr : Reile, |
| Henri Michel Mirkine Guetzevic                                            | - Idées politiques et sociales de la Résistance, PUF, 1954 | |
| Henri Michel                                                              | - Les clandestins en Europe, 1938-1945, PUF, 1961 | |
| Henri Michel                                                              | - Les courants de pensée dans la Résistance, PUF, 1962 | |
| Henri Michel                                                              | - Histoire de la France libre, PUF, 1963 | |
| Henri Michel                                                              | - Bibliographie critique de la Résistance, SEVPEN, 1964 | |
| Henri Michel                                                              | - La Guerre de l'Ombre, Grasset, 1970 | |
| George Millar                                                             | - (en) Horned Pigeon, Heinemann, 1946 | |
| George Millar                                                             | - (en) Maquis, the french resistance at war, William Heinemann, 1945 ; Pan, 1956 ; Cassell, 2003 - (en) Waiting in the Night, (USA) - Un Anglais dans le maquis, Éditions Médicis, 1946 ; Besançon, Cêtre, 1984. | Franche-Comté |
| George Millar                                                             | - (en) Road to Resistance: an autobiography, London, Bodley Head, 1979 ; Arrow, 1981 | |
| G. E. Miller                                                              | - (en) MI Corps Hall of Fame Virginia Hall. Military Intelligence (1994); (20.3): 44-45 [Journal paper] | |
| R. Miller                                                                 | - (en) Behind the lines: the oral history of Special Operations in World War II, London, Secker & Warburg, 2002 | |
| Giles Milton                                                              | - (en) The Ministry of Ungentlemanly Warfare, Giles Milton, 2016. - (fr) Les Saboteurs de l’ombre, la guerre secrète de Churchill contre Hitler, trad. Florence Hertz, Les Éditions Noir sur Blanc, 2018, (ISBN 978-2-88250-521-7) | |
| R. J. Minney                                                              | - (en) Carve Her Name with Pride: The Story of Violette Szabo, George Newnes, 1956 ; Bath, Chivers, 1983 ; London, Fontana, 1989 | Violette Szabo |
| Gaëlle et Jean-Pierre Monfort                                             | - La Vie aventureuse du Breton Jean Bouguennec (1912-1944), du journalisme à la guerre d’Espagne… Agent des services secrets britanniques, 2015, (ISBN 978-2-7466-7850-7) | Jean Bouguennec |
| Monsieur X                                                                | - Mémoires secrets, France Inter, Paris, Denoël, 1998 | |
| Frantisek Moravec                                                         | - (en) Master of Spies, Bodley Head, 1975. | Tchécoslovaquie |
| M. Muggeridge                                                             | - (en) Chronicles of Wasted Time. II. The Infernal Grove, Collins, 1973 | |
| M. Munthe                                                                 | - (en) Sweet is War, Duckworth, 1954 | |
| E. C. W. Myers                                                            | - (en) Greek entanglement, Gloucester, Sutton, 1985 | |
| Maurice Nicault                                                           | Résistance et Libération de l'Indre, coll. « Passé simple », C.C.B. ROYER - I. Les Insoumis. - II. Les Insurgés, 2003. (ISBN 2-908670-85-2) | Indre |
| Elizabeth Nicholas                                                        | - (en) Death be not proud, London, Cresset Press, 1958 | 7 femmes. Réseau Prosper-PHYSICIAN |
| David Nicolson                                                            | - (en) Aristide: the story of Roger Landes, London, Leo Cooper, 1994 | Roger Landes |
| Henri Noguères en collaboration avec : - Jean-Louis Vigier pour le tome 1 | - Histoire de la Résistance en France, Robert Laffont, 1967-1981, 5 volumes : • I. La première fois, juin 1940 à juin 1941 • II. L'Armée de l'ombre, juin 1941 à octobre 1942 • III. Et du Nord au Midi..., novembre 1942 à septembre 1943 • IV. Formez vos bataillons, octobre 1943 à mai 1944 • V. Au grand soleil de la Libération, juin 1944 à mai 1945 Éd. revue et complétée, 10 vol., Crémille & Famot, 1982.                                                                                | |
| Vincent Nouzille                                                          | - L'Espionne. Virginia Hall, une Américaine dans la guerre, Fayard, 2007 | Virginia Hall |
| D. Oliver                                                                 | - (en) Airborne Espionage: International Special Duties Operations in the World Wars, Sutton Publishing, 2005 | |
| S. Ottaway                                                                | - (en) Violette Szabo: the life that I have, Barnsley, Pen & Sword/Leo Cooper, 2002 | Violette Szabo |
| Jean Overton Fuller                                                       | - (en) Madeleine, Gollancz, 1952 - Madeleine. L'Histoire de Noor Inayat Khan, Corrêa Buchet/Chastel, 1953 | Noor Inayat Khan |
| Jean Overton Fuller John Starr                                            | - (en) The Starr Affair. (An account of the experiences of Captain John Starr of the French section of Special Operations Executive.), London, Victor Gollancz, 1954 - N° 13, Bob, Boston, Little Brown, 1955 | John Starr |
| Jean Overton Fuller                                                       | - (en) Born for Sacrifice: The Story of Noor Inayat Khan, London, Pan Books, 1957 | Noor Inayat Khan |
| Jean Overton Fuller                                                       | - (en) Double Webs, London, Putnam's, 1958 ; Pan Books, 1961 | Henri Déricourt |
| Jean Overton Fuller                                                       | - (en) Horoscope for a double agent, Fowler, 1961 | Henri Déricourt |
| Jean Overton Fuller                                                       | - (en) Double Agent? Light on the Secret Agents' War in France, Putnam's, 1958 ; Pan Books, 1961 (version révisée de Double Webs, 1958). | Henri Déricourt |
| Jean Overton Fuller                                                       | - (en) Noor-un-nisa Inayat Khan (Madeleine), Rotterdam, East-west publications fonds in association with Barrie & Jenkins Ltd; London, 1971 | Noor Inayat Khan |
| Jean Overton Fuller                                                       | - (en) Conversations with a Captor, Fuller, D'Arch and Smith 1973 | Ernest Vogt, officier SS. |
| Jean Overton Fuller                                                       | - (en) The German penetration of SOE : France 1941-1944, London, William Kimber, 1975 ; Maidstone, Mann, 1996 | |
| Jean Overton Fuller                                                       | - (en) Dericourt. The Chequered Spy, Wilton, Michael Russell, 1989 | Henri Déricourt |
| Commandant Paul Paillole                                                  | - Notre Espion chez Hitler, Robert Laffont, 1985 | |
| Lauran Paine                                                              | - (en) Mathilde Carré, Double Agent, London, Hale, 1976. | Mathilde Carré |
| Geoffrey Parker                                                           | - (en) The Black Scalpel. A Surgeon with SOE, William Kimber and Co. Limited, 1968. - Parsifal, un chirurgien anglais dans les maquis de l'Ain, tr. H. Delgove, Flammarion, 1970 | MARKSMAN |
| Colonel « Passy »                                                         | - Souvenirs, III – Missions secrètes en France (Novembre 1942 - juin 1943). Souvenirs du B.C.R.A., Plon, 1951 | Forest Yeo-Thomas |
| J. Pattinson                                                              | - (en) Secret war: a pictorial history of the Special Operations Executive, London, Caxton Editions, 2002 | |
| J. Maurice Paturau                                                        | - Ils ont relevé le tronçon du glaive, agents secrets mauriciens en France, 1940-1945. | Section F Agents mauriciens |
| M. Pawley                                                                 | - (en) In obedience to instructions : FANY with the SOE in the Mediterranean, Barnsley, Pen & Sword/Leo Cooper, 1999 | |
| Judith L. Pearson                                                         | - (en) The Wolves at the door: The true Story of America's Greatest Female Spy, Lyons Press, 2005. (ISBN 159228762X) | Virginia Hall |
| G. Peis                                                                   | - (en) The Mirror of Deception, Weidenfeld and Nicolson, 1977 | |
| Guy Penaud                                                                | - Histoire de la Résistance dans le Sud-Ouest, Éditions Sud-Ouest, 1993. (ISBN 2-87901-704-1) | Sud-Ouest |
| Jean-Louis Perquin                                                        | - Les opérateurs radio clandestins: SOE, BCRA, OSS, Histoire et Collections, 2011, 111p. | |
| Nigel Perrin                                                              | - (en) Spirit of Resistance: The Life of SOE Agent Harry Peulevé, Pen and Sword, 2008, (ISBN 9781844158553) | Harry Peulevé |
| J. E. Persico                                                             | - (en) Piercing the Reich, Viking, 1979 | |
| Gilles Perrault                                                           | - Le secret du Jour J, Fayard, 1964 | |
| Gilles Perrault                                                           | - Les jardins de l'Observatoire, Fayard, 1995 | Réseau Prosper-PHYSICIAN Edward Wilkinson « Alexandre » Denis Rake « Justin » Richard Heslop « Xavier » |
| Raymond Picard et Jean Chaussade                                          | - Ombres et espérances en Quercy 1940-1945. Les groupes Armée Secrète Vény dans leurs secteurs du Lot, Éditions Privat (et Association des Anciens de l’Armée secrète et des groupes Vény du Lot), 1980 ; (ISBN 2-7089-9001-2) | Réseau FOOTMANN George Hiller « Maxime » Cyril Watney « Eustache » Richard Francis Pinder « Willy » |
| Janusz Piekalkiewicz                                                      | - Les grandes réussites de l'espionnage, Fayard Paris-Match, 1971. | |
| Jean Pierre-Bloch                                                         | - Le temps d'y penser encore, Jean-Claude Siomoën, 1977. | |
| Jean Pierre-Bloch                                                         | - Jusqu'au dernier jour, Albin Michel, 1983. | |
| Eric Piquet-Wicks                                                         | - (en) Four in the shadows, Jarrolds, 1957 | Jean Moulin, Fred Scamaroni, Henri Labit, Pierre Brossolette |
| Jacques R.-E. Poirier                                                     | - La Girafe a un long cou..., Périgueux, Fanlac, 1992 - (en) The giraffe has a long neck, London, Leo Cooper, 1995 | |
| H. Popham                                                                 | - (en) The FANY in Peace and War, Pen and Sword, 2003 | |
| I. Porter                                                                 | - (en) Operation Autonomous: with S.O.E. in wartime Romania, London, Chatto & Windus, 1989 | |
| Public Records Office                                                     | - (en) Secret agent's handbook of special devices: World War II, Richmond, Public Record Office, 2000 | |
| Public Records Office                                                     | - (en) Special Operations Executive, 1940-1946: subversion and sabotage during World War II, Marlborough, Adam Matthew, 2001 | |
| Public Records Office                                                     | - (en) SOE syllabus: lessons in ungentlemanly warfare, World War II, Richmond, Public Record Office, 2001 | |
| Public Records Office                                                     | - (en) Special Operations Executive, 1940-1946: subversion and sabotage during World War II, Marlborough, Adam Matthew, 2002 | |
| Thomas Rabino                                                             | - Le Réseau CARTE. Histoire d'un réseau de la Résistance antiallemand, antigaulliste, anticommuniste et anticollaborationniste, Perrin, 2008, (ISBN 978-2-262-02646-2) | Réseau CARTE, André Girard, Henri Frager |
| Denis Rake                                                                | - (en) Rake's Progress; the Gay - and Dramatic - Adventures of Major Denis Rake, MC, the Reluctant British War-Time Agent, Hardcover, Publisher: Leslie Frewin, 1968, ASIN: B001JPUDB6 | |
| Oscar Reile                                                               | - L'Abwehr, le contre-espionnage en France de 1939 à 1945, France-Empire, 1970 | |
| Rémy                                                                      | - Avec les Ch'timis : en souvenir du réseau Sylvestre Farmer, ex W.O., Éditions France-Empire, 1974 | Réseau Sylvestre-FARMER |
| E. Bruce Reynolds                                                         | - (en) Thailand's Secret War: OSS, SOE and the Free Thai Underground During World War II, Cambridge University Press, 2005 | Thaïlande |
| Sir Brooks Richards                                                       | - Flottilles secrètes. Les liaisons clandestines en France et en Afrique du Nord, 1940-1944, Marcel-Didier Vrac, 2001 | liaisons clandestines maritimes |
| D. Rigden                                                                 | - (en) Kill the Führer: Section X and Operation Foxley, Stroud, Sutton 1999 | |
| Noreen Riols                                                              | - Ma vie dans les services secrets, Calmann-Lévy, 2014, (ISBN 978-2-7021-5526-4) | |
| D. Rochester                                                              | - (en) Full Moon to France, Harper & Row, 1977 | |
| M. L. Rossiter                                                            | - (en) Women in the Resistance, Praeger, 1986 | |
| Marcel Ruby                                                               | - La Guerre secrète. Les réseaux Buckmaster, Éditions France-Empire, 1985 - (en) F Section, SOE: the Buckmaster networks, London, Cooper, 1988 ; Grafton, 1990, (ISBN 0586206973). | Section F |
| S.F.C.                                                                    | - (en) SOE a British contribution : an account of the contribution made by the Special Operations Executive to the efficacy of the French Resistance and to the liberation of France, London, S.F.C. | |
| J. D. Sainsbury                                                           | - (en) The F Section memorial, 1992 | Mémorial de Valençay |
| C. Sanders                                                                | - Odette Churchill, London, Hamish Hamilton, 1989 | Odette Sansom |
| Mark Seaman                                                               | - (en) Bravest of the Brave, Michael O'Mara, 1997, 1999 | Forest Yeo-Thomas |
| Mark Seaman                                                               | - (en) World War II secret agent: directory of Special Devices, Richmond, Public Record Office, 2000 | |
| Mark Seaman                                                               | - (en) Secret Agent's Handbook of Special Devices, the Lyons Press, 2001, (ISBN 978-1585742868) | |
| Mark Seaman                                                               | - (en) Special Operations Executive. A new instrument of war, Routledge et Imperial War Luseum, 2006. (ISBN 0-415-38455-9) | |
| P. Sebastian                                                              | - (it) I servizi segreti speciali britannici e l'Italia (1940-45), Roma, Bonacci, 1986 | Italie |
| Richard Seiler                                                            | - La Tragédie du Réseau Prosper, avril-août 1943, Pygmalion, 2003 | Réseau Prosper-PHYSICIAN |
| Senevez                                                                   | - Les résistants et maquisards FFC-SOE (Forces Françaises Combattantes, Special Operations Executive), 1986 | |
| Ronald Seth                                                               | - (en) The Art of Spying, Peter Owen, 1957 | Plusieurs agents en France |
| Bob Sheppard                                                              | - Bob Sheppard. Missions secrètes et Déportation 1939-1945. Les Roses de Picardie, Heimdal, 1998 | Robert Sheppard Réseau SPRUCE |
| Richard Shone                                                             | - (en) Special Operations Executive, Imperial War Museum, Department of Printed Books, 1998. (ISBN 1901623041 et 978-1901623048) | |
| Monika Siedentopf                                                         | - (de) Absprung über Feindesland, Deutscher Taschenbuch Verlag GmbH & Co. KG, München, 2006, (ISBN 978-3-423-24582-1) - Parachutées en terre ennemie, Perrin, 2008, (ISBN 978-2-262-02784-1) | Section F, 16 agents féminins : Y. Rudellat, V. Hall, A. Borrel, L. de Baissac, O. Sansom, V. Leigh, C. Lefort, Noor Inayat Khan, D. Rowden, Y. Beekman, S. Olschanesky, M. Damerment, E. Plewman, V. Szabo, D. Bloch, L. Rolfe. |
| J. Sigot                                                                  | - La Résistance sacrifiée : 1943, un réseau Buckmaster en Anjou, La Crèche, Geste, 2002 | |
| Allyre Sirois                                                             | - Un Canadien derrière les lignes ennemies, coll. Gens du Pays (vol. 2), Éd. Louis Riel, Regina (Saskatchewan, Canada), 1991. | |
| David Stafford                                                            | - (en) Britain and European resistance, 1940-1945: a survey of the Special Operations Executive, with documents, London, Macmillan for St Antony's College Oxford, 1980 | |
| David Stafford                                                            | - (en) Camp X: SOE and the American connection, Harmondsworth, Viking, 1987 | |
| David Stafford                                                            | - (en) Churchill and Secret Service, John Murray, 1997 ; Abacus, 2000 | |
| David Stafford                                                            | - (en) Secret agent : Britain's wartime secret service, London, BBC 2000 | |
| David Stafford                                                            | - (en) Secret agent: The true story of the SOE, british wartime sabotage organisation, BBC Consumer Publishing (Books), 2000 | |
| David Stafford                                                            | - (en) Ten Days to D-Day: Countdown to the Liberation of Europe, Little, Brown, 2003 | |
| William Stevenson                                                         | - (en) Spymistress: the Life of Vera Atkins, the Greatest Female Secret Agent of World War II | Vera Atkins |
| Francis J. Suttill                                                        | *(en) Prosper. Major Suttill’s French Resistance Network, The History Press, 2018, (ISBN 978 0 7509 8937 4). Publié initialement sous le titre Shadows In The Fog, 2014, (ISBN 978 0 7509 5591 1). *(fr) SOE contre Gestapo, Metvox Publications, deuxième impression février 2019, (ISBN 979-10-94787-40-3). Traduction en français par Pierre Chambrin de Prosper. Major Suttill’s French Resistance Network, 2018.                                                                               | Francis Suttill, Réseau Prosper-PHYSICIAN |
| Bickham Sweet-Escott                                                      | - (en) Baker-Street Irregular, Eyre Methuen, 1965 - Services secrets, Presses de la Cité, 1966 | SOE |
| T. Tan Chong                                                              | - (en) Force 136: story of a WWII resistance fighter, Singapore, Asiapic, 1995 | Force 136 |
| E. Taylor                                                                 | - (en) Women Who Went to War, Grafton Books, 1988 | |
| C. G. Taylor                                                              | - (en) The forgotten ones of "South East Asia Command" and "Force 136", Ilfracombe, Stockwell, 1989 | Force 136 |
| E. Taylor                                                                 | - (en) Heroines of World War II, Robert Hale, 1995 | |
| Jack O. Thomas                                                            | - (en) No banners. The Story of Alfred and Henry Newton, Allen, 1955 ; London, Corgi, 1956 | Alfred et Henry Newton |
| E. P.Thompson                                                             | - (en) Beyond The Frontier. The politics of a failed mission: Bulgaria 1944, Merlin, 1997 | |
| Jerrard Tickell                                                           | - (en) Odette: The Story of a British Agent, Nicholson & Watson, 1949 ; Chapman & Hall, 1950 ; Bath, Chivers, 1984 - Odette agent S.23, tr. par Alain Glatigny, préface de Pierre H. Clostermann, coll. Audace n° 1, Nicholson & Watson, 1949. | Odette Sansom « Lise » |
| Jerrard Tickell                                                           | - (en) Moon Squadrons. An account of the Special Operations Executive., London, Allan Wingate, 1956 | Squadron RAF No. 138 |
| I. Trenowden                                                              | - (en) Operations most secret: SOE - the Malayan theatre, London, Kimber, 1978 ; Bristol, Crecy Books, 1994 | |
| I. Trenowden                                                              | - (en) Malayan operations most secret: Force 136, Singapore, Heinemann Asia, 1983 | |
| John Vader                                                                | - (en) The Prosper double cross, Sunrise Press, 1977 - Nous n'avons pas joué, notes et annexes de Charles Le Brun, Le Capucin, 2002 | Réseau Prosper-PHYSICIAN |
| Dominique Venner                                                          | - Les Armes de la Résistance, Jacques Grancher, 1976 | |
| Dominique Venner                                                          | - Histoire critique de la Résistance, Pygmalion/Gérard Watelet, 1995 | |
| Hugh Verity                                                               | - (en) We Landed by Moonlight, Ian Allan, 1978 ; Crecy Publishing, 2000 - Nous atterrissions de nuit... Les atterrissages secrets de la RAF en France 1940-44, France-Empire, 1982, 1988, 1989 ; Éditions Vario, 1999, 2000, 2004 revue et augmentée. | Squadron RAF No. 161 Hugh Verity |
| Philip Vickers                                                            | La Division Das Reich, de Montauban à la Normandie, SOE, Résistance, Tulle, Oradour, préface de Dominique Lormier, avant-propos de Jacques Poirier, trad. Jean-Louis Grillou, Lucien Souny, 2003, 2012. (ISBN 978-2-84886-391-7) | AUTHOR-DIGGER, J. Poirier SALESMAN 2, Violette Szabo STATIONER, M. Southgate,... |
| Philippe de Vomécourt                                                     | - (en) Who lived to see the Day. France in Arms 1940-45, London, Hutchinson, 1961 - Les Artisans de la Liberté, traduit de l'anglais par Patricia Owen, PAC, 1975. (ISBN 2-85336-010-5) | Philippe de Vomécourt |
| Philippe de Vomécourt                                                     | - (en) An Army of Amateurs: the story of the SOE Resistance movement in France, by One of the Three Brothers Who organized and ran it, New York, Doubleday & Company, 1961 | Philippe de Vomécourt |
| Nancy Wake                                                                | - (en) The White Mouse, Australie, éd. Nancy Forward, 1985 ; Macmillan, 1985 - La Gestapo m'appelait la souris blanche. Une Australienne au secours de la France, éditions du Félin, 2001 ; Félin Poche, coll. Résistance, Liberté-Mémoire, 2004 | Nancy Wake |
| David E. Walker                                                           | - (en) Lunch with a stranger, Wingate, 1957 | PWE, Opération Fortitude |
| Anne-Marie Walters                                                        | - (en) Moondrop to Gascony, Macmillan & Co Ltd, 1946 ; rééd. foreword by Professor MRD Foot ; introduction, postcript and notes by David Hewson, Moho Books, 2009, (ISBN 978-0-9557208-1-9) | Réseau WHEELWRIGHT Gers, Lot-et-Garonne |
| Anne-Marie Walters                                                        | - (fr) Le Temps du maquis, illustrations par Jacqueline Andraud, Oxford, Basil Blackwell, 1949 | Réseau WHEELWRIGHT Gers, Lot-et-Garonne |
| Dame Irene Ward                                                           | - (en) F.A.N.Y. Invicta, London, Hutchinson, 1955 | FANY |
| M. Ward                                                                   | - (en) Greek Assignments. SOE 1943-1948, Lycabettus Press, 1992 | |
| P. Warner                                                                 | - (en) The Secret Forces of World War II, Granada, 1985 | |
| Anthony M. Webb                                                           | - (en) The Natzweiler Trial: Volume V of War Crimes Trials, ed. Sir David Maxwell Fyfe, London, William Hodge and Company, 1949 | |
| M. Weitz                                                                  | - (en) Sisters in the Resistance: How Woman Fought to Free France 1940-45, John Wiley & Son, 1995 | |
| Nigel West                                                                | - (en) GCHQ. The Secret Wireless War 1900-86, Weidenfeld and Nicolson, 1986 | |
| Nigel West                                                                | - (en) Secret war: the story of SOE, Britain's wartime sabotage organisation, London, Hodder & Stoughton, 1992 ; Coronet, 1993 | |
| Dennis Wheatley                                                           | - (en) The Deception Planners: My Secret War, London, Hutchinson, 1980 | |
| Olivier Wieviorka                                                         | - (fr) Une histoire de la Résistance en Europe occidentale, Perrin, 2017, (ISBN 978-2-262-06654-3) | Europe occidentale : Norvège, Danemark, Pays-Bas, Belgique, France, Italie. |
| Charles Wighton                                                           | - (en) Pin-Stripe Saboteur; The Story of "Robin" British Agent and French Resistance Leader, Odhams Press, 1959 - Le Saboteur. L'histoire de Robin, agent de l'Intelligence Service et chef de la résistance française, coll. La Guerre secrète, traduit de l'anglais par Jacques Kohlmann, Fayard, 1967 | Jacques Weil nombreuses inexactitudes |
| F. A. Wigzell                                                             | - (en) New Zealand Army involvement: Special Operations Australia South-West Pacific World War II, Edinburgh, Pentland Press, 2001 | |
| Peter Wilkinson                                                           | - (en) Foreign fields: the story of an SOE operative, London, I.B. Tauris, 1997 | |
| H. Williams                                                               | - (en) The Special Operations Executive and Yugoslavia, 1941-1945 [Thesis], 1994 | |
| H. Williams                                                               | - (en) Parachutes, Patriots and Partisans: The Special Operations Executive and Yugoslavia, 1941-1945, London, 2003 | |
| R. W. Winks                                                               | - (en) Cloak and Gown. Scholars in the Secret War, Morrow, 1987 | |
| Neville Wylie (ed.)                                                       | - (en) The Politics and Strategy of Clandestine War: Special Operations Executive, 1940-1946, New York: Routledge, 2007 | |
| Barry Wynne                                                               | - (en) Count five and die, Corgi, 1959 | F section’s women agents in prison |
| Barry Wynne                                                               | - (en) No Drums, No Trumpets, Barker 1961 | 4 femmes du SOE à Ravensbrück |
| Patrick Yarnold                                                           | - (en) Wanborough Manor – School for Secret Agents, Hopfield Publications, 2009 | École d'entraînement special 5 |
| Gordon Young                                                              | - (en) Cat with two faces, Putman, 1957 - L'Espionne n° 1 : Celle qu'on appelait la Chatte, Arthème Fayard, 1957 ; rééd. collection Leur aventure N°A60, Éditions J'ai lu | Mathilde Carré |
| G. Young                                                                  | - (en) In Trust and Treason. One of the most extraordinary and tragic episodes of the war, Studio Vista, 1959 | Suzanne Warenghem |
| J. Zablielski                                                             | - (en) First To Return, Garby, 1976 | |

## Sources
- (en) http://www.64-baker-street.org/bibliography
- Michael Richard Daniell Foot, Des Anglais dans la Résistance. Le Service Secret Britannique d'Action (SOE) en France 1940-1944, annot. Jean-Louis Crémieux-Brilhac, Tallandier, 2008,  (ISBN 978-2-84734-329-8). Traduction en français par Rachel Bouyssou de (en) SOE in France. An account of the Work of the British Special Operations Executive in France, 1940-1944, London, Her Majesty's Stationery Office, 1966, 1968 ; Whitehall History Publishing, in association with Frank Cass, 2004. Ce livre présente la version officielle britannique de l’histoire du SOE en France. Une référence essentielle.